# David Reinbacher
David Reinbacher (né le 25 octobre 2004 à Hohenems en Autriche) est un joueur professionnel autrichien de hockey sur glace. Il évolue au poste de défenseur pour l'équipe le Rocket de Laval (LAH).

## Biographie

### Carrière junior
Né en Autriche près de la frontière suisse, Reinbacher évolue dans les équipes de jeunes de l'EHC Lustenau et du Rheintal, avant de rejoindre celle du EHC Kloten en 2018 en moins de 15 ans. C'est dans ce club qu'il termine sa formation.

### Carrière professionnelle
En 2021, il joue ses premiers matchs avec l'équipe première, qui évolue en Swiss League. Une année plus tard, l'équipe est promue en National League et l'Autrichien s'établit comme un défenseur titulaire dès l'âge de 17 ans. En novembre 2022, il est déjà considéré comme la révélation de l'année dans le championnat. Il obtient un temps de jeu important et enchaîne les minutes de jeu en situation de supériorité numérique. Plusieurs recruteurs de la Ligue nationale de hockey viennent l'observer dans les patinoires suisses.
Il est choisi au 1er tour, en 5e position par les Canadiens de Montréal lors du repêchage d'entrée dans la LNH 2023,. Quelques jours plus tard, il accepte un contrat de recrue de trois ans avec les Canadiens,.
Le 18 mars 2024, il se joint au Rocket de Laval, club-école des Canadiens de Montréal en Ligue américaine de hockey. Il joue son premier match avec le Rocket, le 22 mars 2024 contre les Senators de Belleville et inscrit un but,.
Dans un match de pré-saison avec les Canadiens le 28 septembre 2024, Reinbacher doit quitter la rencontre après avoir été mis en échec par Marshall Rifai, défenseur des Maple Leafs de Toronto. Quelques jours plus tard, les Canadiens annoncent qu'il a subi une intervention chirurgicale au genou gauche et qu'il sera absent de cinq à six mois. Reinbacher revient au jeu le 19 février, après quatre mois et demi d’absence, devançant ainsi le pronostic initial de cinq à six mois de convalescence.

### Carrière internationale
Il représente l'Autriche au niveau international. Il prend part aux sélections jeunes.

## Statistiques

### En club
| Saison    | Équipe          | Ligue |    | Saison régulière | Saison régulière | Saison régulière | Saison régulière | Saison régulière |   | Séries éliminatoires | Séries éliminatoires | Séries éliminatoires | Séries éliminatoires | Séries éliminatoires |
| Saison    | Équipe          | Ligue | PJ | B                | A                | Pts              | Pun              | PJ               | B | A                    | Pts                  | Pun                  |                      |                      |
| 2021-2022 | EHC Kloten      | SL    | 27 | 1                | 10               | 11               | 4                | 14               | 0 | 0                    | 0                    | 10                   |                      |                      |
| 2022-2023 | EHC Kloten      | NL    | 46 | 3                | 19               | 22               | 26               | 3                | 1 | 1                    | 2                    | 2                    |                      |                      |
| 2023-2024 | EHC Kloten      | NL    | 35 | 1                | 10               | 11               | 18               | -                | - | -                    | -                    | -                    |                      |                      |
| 2023-2024 | Rocket de Laval | LAH   | 11 | 2                | 3                | 5                | 4                | -                | - | -                    | -                    | -                    |                      |                      |

### En équipe nationale
| Année | Compétition                            |   | PJ | B | A | Pts | Pun | +/-       |  | Résultat |
| 2022  | Championnat du monde U18 - Division 1B | 5 | 0  | 1 | 1 | 0   | -7  | 21e place |  |          |
| 2022  | Championnat du monde                   | 4 | 0  | 2 | 2 | 4   | 0   | 10e place |  |          |
| 2023  | Championnat du monde                   | 5 | 0  | 2 | 2 | 0   | -7  | 10e place |  |          |
| 2023  | Championnat du monde                   | 4 | 0  | 1 | 1 | 2   | 1   | 14e place |  |          |